# جون جوزيف أوكونيل
جون جوزيف أوكونيل (بالإنجليزية: John Joseph O'Connell)‏ هو قاضي أمريكي، ولد في 8 سبتمبر 1894 في بيتسبرغ في الولايات المتحدة، وتوفي في 16 ديسمبر 1949.